# Березняки (Иркутская область)
Березняки — посёлок в Нижнеилимском районе Иркутской области России. Административный центр Березняковского муниципального образования. Находится примерно в 51 км к северо-западу от районного центра.

## История
Основан в 1970 году, в связи с затоплением деревень в результате строительства Усть-Илимской ГЭС.

## Население
| 2002 | 2010  | 2011  | 2012  |
| ---- | ----- | ----- | ----- |
| 1200 | ↘1149 | ↘1137 | ↘1113 |

По данным Всероссийской переписи, в 2010 году в посёлке проживало 1149 человек (568 мужчин и 581 женщина).